# Maestros sin fronteras

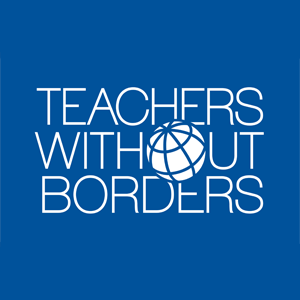
Teachers without borders

Maestros sin fronteras, MSF, (nombre en inglés Teachers Without Borders, TWB) es una organización no gubernamental internacional que provee información, herramientas y capacitación para los maestros alrededor del mundo y mejorar sus conocimientos, habilidades y capacidades en el uso de la red.
Fundada en el año 2000 por el Dr. Fred Mednick, que creía que los maestros además de transmitir conocimientos en el aula también podrían ayudar a generar cambios positivos y desarrollo en sus comunidades.
Maestros sin fronteras es de uso gratuito, al registrarse los maestros tienen acceso a información, cursos e instituciones que los pueden ayudar a cubrir sus necesidades y lograr sus metas profesionales. En 2011 MSF contaba con una comunidad de más de 10 000 usuarios alrededor del mundo y estaba presente en más de 180 países.